# Chae Ri-na
Chae Ri-na (채리나?; Yangju, 3 febbraio 1978) è una cantante sudcoreana.
Precedente membro dei gruppi femminili Diva e Roo'ra, ha pubblicato nel 2002 un album studio solista, The First Step. Nel 2006, ha formato un duo musicale dal nome Girl Friends insieme a Yuri, ex-cantante del gruppo musicale Cool.
Ri-na ha frequentato la scuola superiore a Seul, in un istituto femminile.